# روزالي توماس
روزالي توماس (بالألمانية: Rosalie Thomass)‏ هي ممثلة ألمانية، ولدت في 14 أغسطس 1987 بميونخ في ألمانيا.

## أعمال

### أفلام
- (2008) امرأة في برلين[5]

## وصلات خارجية
- روزالي توماس على موقع IMDb (الإنجليزية)
- روزالي توماس على موقع ميتاكريتيك (الإنجليزية)
- روزالي توماس على موقع روتن توميتوز (الإنجليزية)
- روزالي توماس على موقع مونزينجر (الألمانية)
- روزالي توماس على موقع قاعدة بيانات الأفلام العربية
- روزالي توماس على موقع ألو سيني (الفرنسية)
- روزالي توماس على موقع أول موفي (الإنجليزية)
- روزالي توماس على موقع ديسكوغز (الإنجليزية)
- روزالي توماس على موقع قاعدة بيانات الفيلم (الإنجليزية)
- روزالي توماس على موقع ليتربوكسد (الإنجليزية)